# Liptovské Sliače
Liptovské Sliače este o comună slovacă, aflată în districtul Ružomberok din regiunea Žilina. Localitatea se află la altitudinea de 537 m deasupra n.m., se întinde pe o suprafață de 19,6 km2 și în 2017 număra 3.755 de locuitori.

## Istoric
Localitatea Liptovské Sliače este atestată documentar din 1251.

## Demografie
| An:                | 1994 | 2004   | 2014   | 2024   |
| ------------------ | ---- | ------ | ------ | ------ |
| Număr de persoane: | 3808 | 3811   | 3773   | 3804   |
| Diferență:         |      | +0,07% | −0,99% | +0,82% |

| An:                | 2023 | 2024   |
| ------------------ | ---- | ------ |
| Număr de persoane: | 3798 | 3804   |
| Diferență:         |      | +0,15% |